# Ahsewiesen (LP)
Koordinaten: 51° 38′ 13″ N, 8° 2′ 47″ O

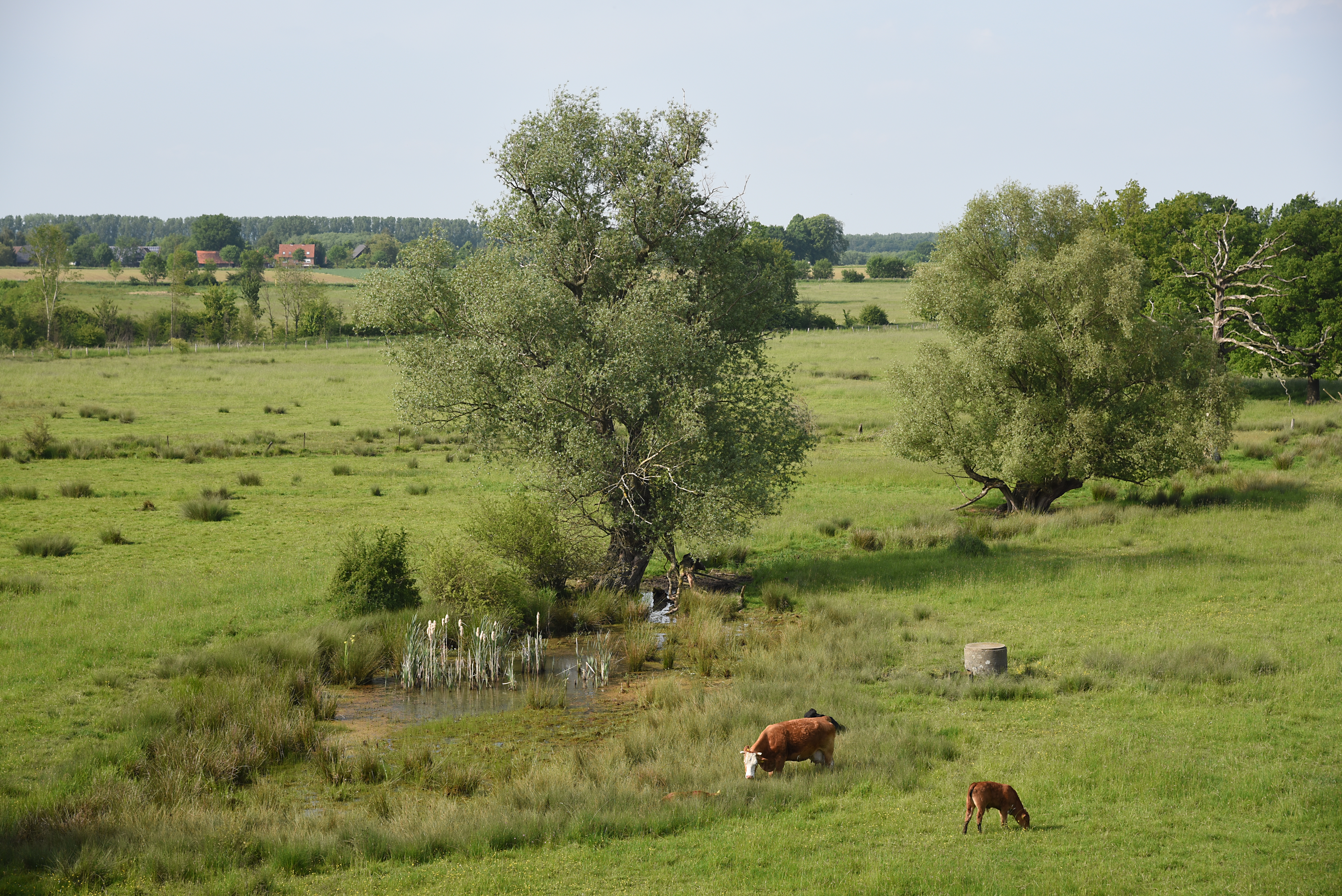
Ahsewiesen

Das Naturschutzgebiet Ahsewiesen (LP) liegt auf dem Gebiet der Gemeinde Lippetal im Kreis Soest in Nordrhein-Westfalen.
Das Gebiet erstreckt sich südlich des Kernortes Lippborg. Westlich verläuft die Landesstraße L 795, nördlich und östlich die B 475. Nördlich fließt die Lippe, am südlichen Rand des Gebietes fließt die Ahse. Westlich, direkt anschließend, erstreckt sich das 23,7 ha große Naturschutzgebiet Wierlauke.
Das Naturschutzgebiet ist als zusammenhängendes Schutzgebiet des EU-Vogelschutzgebiets „Lippeaue zwischen Hamm und Lippstadt mit Ahsewiesen“ ausgewiesen.

## Bedeutung
Für Lippetal ist seit 1993 ein 195,49 ha großes Gebiet unter der Schlüsselnummer SO-081 als Naturschutzgebiet ausgewiesen.